# Curtiss SO3C Seamew
Le Curtiss SO3C Seamew était un hydravion d'observation américain de la Seconde Guerre mondiale, développé par la Curtiss-Wright Corporation comme remplaçant du SOC Seagull en tant qu'hydravion d'observation standard de l'US Navy.
Il entra en service malgré des performances catastrophiques, avant d'être remplacé dans son rôle par l'avion qu'il était justement censé remplacer.

## Conception et développement

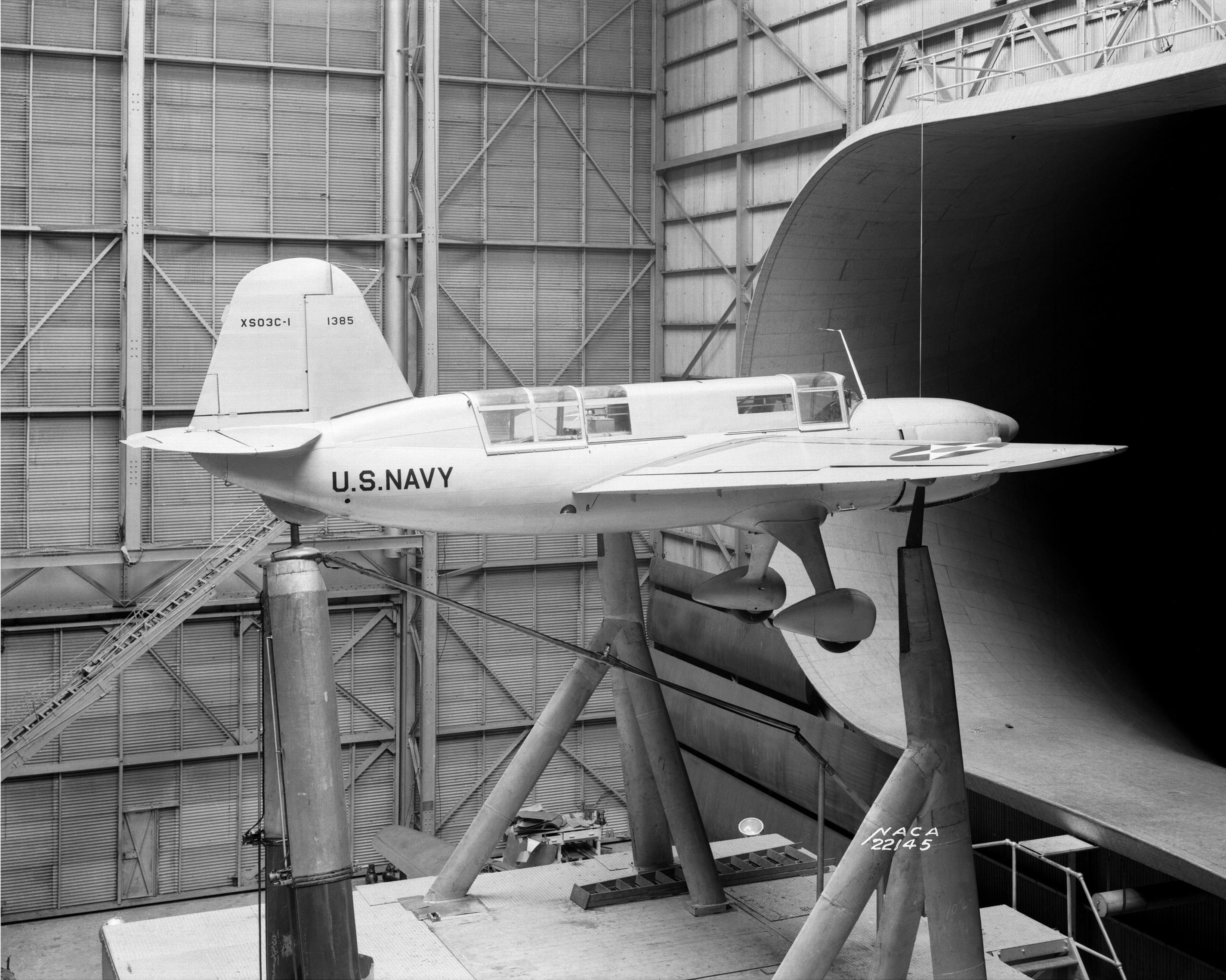
Un Curtiss XSO3C dans un tunnel aérodynamique en 1940.

Curtiss nomma l'avion « Seamew » (« goéland cendré »), mais en 1941 la marine américaine commença à l'appeler « Seagull », nom déjà porté par l'appareil précédent, le biplan Curtiss SOC Seagull, ce qui sema la confusion au sein des équipages. La Royal Navy conserva le nom Seamew pour la version du SO3C qu'elle commanda.
L'une des requêtes principales de la marine américaine spécifiait que le remplaçant du biplan SOC Seagull devait être capable d'opérer depuis les navires en mer, avec un flotteur central de grande taille, et depuis les bases à terre, avec le flotteur remplacé par un train d'atterrissage classique doté de roues.

## Carrière opérationnelle

### Dans l'US Navy
Dès qu'il entra en service, le SO3C montra qu'il souffrait de deux défauts majeurs : des problèmes d'instabilité en vol, ainsi que des problèmes avec le moteur V12 à cylindres inversés Ranger V-770, qui était refroidi par air, une caractéristique assez rare pour un moteur à cylindres en ligne. Le problème de stabilité fut globalement résolu par l'installation d'extrémités d'ailes relevées et d'une section de queue de surface plus importante, qui s'étendait au-dessus du cockpit de l'observateur arrière. La surface additionnelle fut attachée à la verrière coulissante de l'observateur arrière, mais les pilotes affirmaient que l'avion était toujours instable lorsque cette verrière était ouverte. Le problème venait du fait que le Seamew était un avion d'observation, donc la verrière arrière était très souvent laissée ouverte, pour dégager le champ de vision de l'observateur.
Le problème d'instabilité en vol fut finalement pris en compte (bien que jamais complètement résolu), mais le moteur Ranger XV-770 se révéla un échec lamentable, même après plusieurs tentatives de modifications. Les mauvaises performances en vol et le gros manque de fiabilité du moteur conduisirent la Navy à retirer le SO3C des unités de première ligne en 1944. Ironiquement, le vieux biplan Seagull, qui avait été rapatrié à terre et affecté à des unités d'entraînement, fut remis en condition et renvoyé en première ligne sur de nombreux navires de la marine jusqu'à la fin de la Seconde Guerre mondiale.

### Dans laRoyal Navy

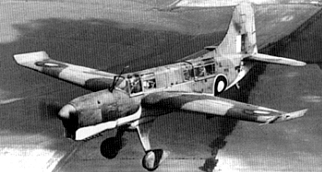
Un Seamew Mk.I de la Royal Navy.

Quelques exemplaires de la version SO3C-1, qui n'était pas un hydravion et disposait de roues conventionnelles, furent commandés par la Fleet Air Arm sous les termes du programme prêt-bail. En service dans la Royal Navy l'avion conserva sa désignation de Seamew, un nom qui fut réutilisé plus tard dans les années 1950 pour le Short Seamew. Les équipages lui donnèrent le nom de « Sea Cow ».
Lettice Curtis (en), dans son livre « Forgotten Pilots », affirma que « malgré le fait que ses réservoirs de carburant contiennent 300 gallons, il ne pourrait juste que décoller avec les 80 gallons donnés comme le maximum pour les vols de l'Air Transport Auxiliary ». De plus, la queue devait être relevée avant que l'avion ne décolle, car « il était impossible de décoller avec une inclinaison à laquelle il était impossible de récupérer et dans laquelle les ailerons n'avaient aucun effet ». Le commentaire final de cette femme pilote expérimentée était qu'« il [était] difficile d'imaginer comment, même en temps de guerre, un tel avion puisse avoir été accepté tel quel sorti de l'usine, et laissé seul à opérer à travers l'Atlantique ».
La première série d'avions pour la Royal Navy devait disposer d'un ratelier à bombes central et une crosse d'appontage. La version suivante, connues sous la désignation de Seamew Mk.I, fut la version SO3C-2. 250 Seamews furent alloués mais seulement une centaine furent livrés. La dernière série de production fut refusée en faveur de Kingfishers supplémentaires. Les livraisons pour la marine britannique débutèrent en janvier 1944. L'appareil fut déclaré obsolète dès le mois de septembre de la même année, et complètement retiré du service en 1945.
Le SO3C-1K aurait dû entrer en service sous la désignation de Queen Seamew, mais une commande de trente exemplaires fut annulée.
Les Seamews servirent au sein des 744 et 745 Naval Air Squadrons sur la base de la Royal Canadian Air Force de Yarmouth, en Nouvelle-écosse, au Canada, et au sein du 755 Naval Air Squadron, basé dans le Hampshire, au Royaume-Uni.

## Versions

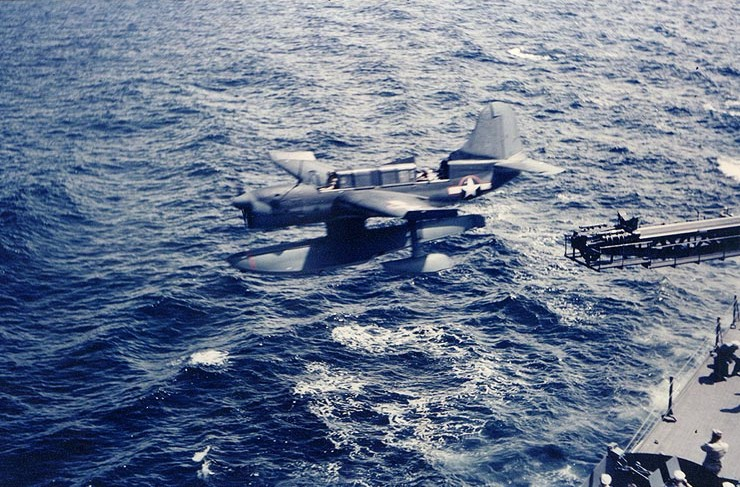
Un SO3C Seamew est catapulté de l', vers le mois d'octobre 1943.

- XSO3C-1 : Prototype, fabriqué à un exemplaire. Il était initialement un avion terrestre puis fut converti en hydravion à flotteurs ;
- SO3C-1 : Version de production, construite à 141 exemplaires ;
- SO3C-1K : SO3C-1 modifiés en drones-cibles. Certains furent livrés à la Royal Navy sous le nom de Queen Seamew I ;
- SO3C-2 : Versions similaire au SO3C-1, mais doté d'une crosse d'appontage. Les versions « terrestres » pouvaient être équipés d'un pylône ventral d'emport de bombes. Il fut produit à 200 exemplaires ;
- SO3C-2C : Version « prêt-bail » du SO3C-2 pour la Royal Navy, dotée une radio améliorée et un système électrique en 24 volts. Désignée Seamew I par la Royal Navy, elle fut commandée à 259 exemplaires, mais seulement environ 59 appareils furent produits ;
- SO3C-3 : Version de masse réduite, avec de petites améliorations et les appareillages de catapultage retirés. 39 exemplaires furent produits, et une commande supplémentaire de 659 exemplaires fut annulée.
- SO3C-4 : Dérivé proposé de la version SO3C-3, doté d'une crosse d'appontage et adapté aux catapultages. Non produit.
- SO3C-4 : Version « prêt-bail » du SO3C-4 pour la Royal Navy, qui aurait dû être désignée Seamew II. Non produite.

## Utilisateurs
- États-Unis :
  - United States Navy.
- Royaume-Uni :
  - Royal Navy : Fleet Air Arm.
- Canada :
  - Royal Canadian Air Force.